# Snödrottningen (film)
För andra betydelser, se Snödrottningen (olika betydelser).
Snödrottningen (ryska: Снежная королева Snezjnaja koroleva) är en sovjetisk tecknad äventyrsfilm från 1957 i regi av Lev Atamanov. Den handlar om flickan Gerda som måste rädda sin vän Kaj som har rövats bort av snödrottningen. Förlaga är H.C. Andersens saga med samma titel. Filmen hade premiär i Sovjetunionen 22 oktober 1957. Den svenska premiären skedde på TV 15 april 1968.

## Rollista
| Roll              | Originalröst       | Rysk omdubbning från 1982 | Svensk röst            |
| ----------------- | ------------------ | ------------------------- | ---------------------- |
| pappa John Blund  | Vladimir Gribkov   | Oleg Anofrijev            | Hans Lindgren          |
| Kai               | Anna Komolova      | Maria Ovtjinnikova        | Agneta Bolme-Börjefors |
| Gerda             | Janina Zjejmo      | T. Budnik                 | Gunilla Larsen         |
| Snödrottningen    | Maria Babanova     | Jelena Proklova           | Marina Bennet          |
| Mormor            | Vera Popova        |                           | Maude Adelson          |
| Gammal älva       | Irina Murzajeva    | Zinaida Narysjkina        |                        |
| Korpen            | Sergej Martinson   |                           | Sten Carlberg          |
| Kråkan            | Jelena Ponsova     |                           | Gunnel Odén            |
| Prins             | Bendina Vera       | Svetlana Harlap           | Gunnel Odén            |
| Prinsessan        | Tatiana Linnik     | Klara Rumjanova           | Gunilla Larsen         |
| Den lilla rånaren | Galina Kozjakina   | Maria Vinogradova         | Gunilla Larsen         |
| Gamla rånaren     | Judif Glizer       | Georgij Milljar           | Maude Adelson          |
| Rådjur            | Aleksej Konsovskij |                           | Sten Carlberg          |
| Lapp              | Judif Glizer       |                           |                        |
| Finka             | Maria Sinelnikova  |                           |                        |

## Utmärkelser
Filmen fick pris för bästa animerade film vid filmfestivalen i Venedig 1957 och filmfestivalen i Cannes 1958, samt flera andra festivalpriser. Den japanske filmskaparen Hayao Miyazaki har sagt att filmen var viktig för honom i början av hans karriär, och hjälpte honom att bestämma sig för att stanna i filmbranschen under en tid då han tvekade. Den påverkade även utformningen av filmen Taiyō no ōji – Horusu no daibōken från 1968, som regisserades av Isao Takahata och där Miyazaki var en medarbetare.